# Hubert Fill
Hubert Fill (ur. 3 sierpnia 1985 w Kufstein) – austriacki snowboardzista. Nie startował na igrzyskach olimpijskich. Na mistrzostwach świata najlepszy wynik uzyskał na mistrzostwach w Whistler, gdzie zajął 21. miejsce w Big Air. Najlepsze wyniki w Pucharze Świata osiągnął w sezonie 2006/2007, kiedy to zajął 46. miejsce w klasyfikacji generalnej, a w klasyfikacji Big Air był piąty. Jest wicemistrzem świata juniorów w Big Air z 2004 r.

## Sukcesy

### Mistrzostwa Świata
| Miejsce | Dzień       | Rok  | Miejscowość | Konkurencja | Zwycięzca      |
| ------- | ----------- | ---- | ----------- | ----------- | -------------- |
| 21.     | 21 stycznia | 2005 | Whistler    | Big Air     | Antti Autti    |
| 51.     | 19 stycznia | 2007 | Arosa       | Big Air     | Mathieu Crepel |

### Puchar Świata

#### Miejsca w klasyfikacji generalnej
- 2002/2003 – –
- 2003/2004 – –
- 2004/2005 – –
- 2005/2006 – 146.
- 2006/2007 – 46.
- 2007/2008 – 141.
- 2008/2009 – 205.

#### Miejsca na podium
1. Kreischberg – 24 stycznia 2004 (Big Air) – 2. miejsce
2. Winterberg – 5 lutego 2005 (Big Air) – 2. miejsce
3. Graz – 6 stycznia 2007 (Big Air) – 2. miejsce